# 바라이죄
바라이죄(波羅夷罪, 산스크리트어: pārājika, 팔리어: pārājika) 또는 바라이(波羅夷)는 비구나 비구니가 승단을 떠나야 하는 무거운 죄를 말한다. 비구와 비구니가 수지하는 구족계(具足戒)의 하나이다. 승려의 계율, 즉 구족계에서 가장 엄격하게 금하는 중죄로서, 바라이죄를 범하면 승려 자격을 잃고 승단에서 쫓겨난다. 이에 대해 여러 스님들에게 참회하여 허락받으면 구제되어 승단에 남을 수 있는 죄를 승잔죄(僧殘罪) 또는 승잔(僧殘)이라 한다.
바라이죄(波羅夷罪) 또는 바라이(波羅夷)는 바라시가(波羅市迦) 또는 바라사이가(波羅闍已迦)라고도 하며,  의역하여 극악(極惡) · 기(棄) · 기손(棄損) · 단두(斷頭) · 무여(無餘) · 불공주(不共住) · 중금(重禁) · 타(墮) · 타불여(墮不如) 또는 타승(他勝)이라고도 한다.
비구의 바라이죄(波羅夷罪)로는 다음의 4종이 있다.
1. 사음(邪婬): 음행
2. 투도(偸盜): 도둑질
3. 살생(殺生): 사람이나 동물 등 살아 있는 것을 죽임
4. 망어(妄語): 거짓말, 특히 큰 거짓말, 예를 들어, 대접을 받기 위해 자기를 높이는 거짓말

비구니의 바라이죄(波羅夷罪)로는 비구의 4종의 바라이죄에 다음의 4종이 더 추가되며, 이 8종의 죄를 통칭하여 8바라이(八波羅夷)라고 한다.
1. 마촉(摩觸): 비구니가 정욕을 품은 남자에게 자신의 몸을 만지게 해서 쾌락을 얻는 것
2. 팔사성중(八事成重): 정욕을 품은 남자 곁에 앉아 이야기를 나누거나 손이나 옷을 만지게 하고, 함께 길을 가는 것 등 8가지 금지사항[八事]을 범하는 것
3. 부장타중죄(覆障他重罪) 또는 부비구니중죄(覆比丘尼重罪): 다른 비구니가 바라이죄를 저지른 것을 알면서도 알리지 않고 숨기는 것
4. 수순피거비구(隨順被擧比丘) 또는 수순피거비구위니승삼훈계(隨順被舉比丘違尼僧三諫戒): 죄에 따라 비구(比丘, 비구니가 아님)를 정당하게 처벌하였음에도 쫓겨난 그 비구를 옹호하여 시비를 3번 이상 따지는 것

## 같이 보기
- 선 · 불선(악) · 무기
- 세간법과 출세간법
- 불교의 계와 죄
  - 계
  - 출가자의 계와 죄
    - 구족계
    - 사미계 또는 10계
    - 바라이죄
    - 승잔죄

  - 재가신자의 계와 죄
    - 5계와 5악

  - 출가자와 재가신자 공통의 계와 죄
    - 10선과 10악
    - 5역죄
- 다른 종교 및 단체의 계
  - 십계명: 유대교와 기독교의 계명
  - 세속오계: 화랑도의 지침 및 실천 이념
  - 삼강오륜

## 참고 문헌
- 곽철환 (2003). 《시공 불교사전》. 시공사 / 네이버 지식백과. |title=에 외부 링크가 있음 (도움말)
- 운허.  동국역경원 편집, 편집. 《불교 사전》. |title=에 외부 링크가 있음 (도움말)
- (중국어) 星雲. 《佛光大辭典(불광대사전)》 3판. |title=에 외부 링크가 있음 (도움말)